# Ростовский драгунский полк
Ростовский драгунский полк (с 1763 по 1796 год — карабинерный) — кавалерийская воинская часть Русской императорской армии, сформированная в 1706 году и расформированная в 1800 году.

## История
В августе 1706 года в Москве из разночинцев низовых украинских городов, монастырских слуг и боярских даточных людей сформирован Драгунский полковника Тихона Никитича Стрешнева полк, в составе 10 драгунских рот.
В октябре 1706 года назван Ростовским драгунским полком.
В 1707 году в полку образована гренадерская рота.
23 января 1709 года гренадерская рота выделена на сформирование Драгунского-гренадерского полковника Андрея Семёновича Кропотова полка.
В 1711 году утверждён штат полка в составе 10 драгунских рот.
10 мая 1725 года из Драгунского полковника Андрея Кропотова полка возвращена гренадерская рота, взамен выделена 6-я драгунская рота.
16 февраля 1727 года полк переименован в Пензенский драгунский полк, но 13 ноября того же года переименован обратно в Ростовский драгунский полк.
28 октября 1731 года гренадерская рота расформирована, с распределением чинов по драгунским ротам.
30 марта 1756 года приказано полк привести в состав 2 гренадерских и 10 драгунских рот, соединённых в 6 эскадронов, с артиллерийской командой.
14 января 1763 года повелено полк переформировать в 5-эскадронный карабинерный и именовать Ростовским карабинерным полком.
24 октября 1775 года к полку присоединён, в качестве шестого, эскадрон расформированного Тверского карабинерного полка.
29 ноября 1796 года полк вновь наименован Ростовским драгунским полком, с приведением в 5-эскадронный состав.
3 мая 1798 года полку пожалованы штандарты (простые, без надписей): один — с белым крестом и синими углами, четыре — с синим крестом и белыми углами.
30 сентября 1798 года назван Драгунским генерал-майора фон-Дервиза полком, с 23 августа 1799 года — Драгунский генерал-майора Шредерса 2-го полк, с 13 ноября 1799 года — Драгунский генерала от кавалерии маркиза Дотишампа полк, с 30 декабря 1799 года — вакантный, а с 24 января 1800 года — вновь Драгунский генерал-майора Шредерса 2-го полк.
2 марта 1800 года приказано полк расформировать. Часть нижних чинов направлена на усиление драгунских полков: генерал-майора принца Евгения Виртембергского, генерал-майора Шепелева, генерал-майора Гудовича, генерал-майора Безобразова и генерал-майора Сакена 2-го; остальные нижние чины переведены в пехотные и гарнизонные части или уволены от службы. Офицеры распределены по разным полкам.

## Боевые действия
Полк боевое крещение получил в Северной войне. 28 сентября 1708 года принял участие в сражении при Лесной, в 1709 году участвовал в боях под Верхними Сенжарами и Переволочной, и 27 июня 1709 года — в Полтавской битве.
В 1711 году участвовал в Прутском походе, после которого направлен для участия в Померанской экспедиции (до 1713 года).
В 1716—1718 годах полк находился в Польше, после чего отправлен на строительство Царицынской линии.
В 1721—1722 годах занимал Черемшанские форпосты, а в 1722—1723 годах участвовал в Персидском походе.
В ходе войны с Турцией в мае 1736 года участвовал в штурме Перекопской крепости. В 1738—1739 годах находился в Крыму.
В ходе Русско-турецкой войны 1768—1774 годов в 1770 году участвовал в осаде и штурме Бендер, в 1771 году — в боях под Журжей.
С 1787 по 1791 год полк находился на Кавказе.

## Шефы
- 03.12.1796 — 30.09.1798 — генерал-майор (с 14.02.1798 генерал-лейтенант) барон Беннигсен, Леонтий Леонтьевич
- 30.09.1798 — 23.08.1799 — генерал-майор фон Дервиз, Иван Иванович
- 23.08.1799 — 13.11.1799 — генерал-майор Шрейдерс, Карл Иванович
- 13.11.1799 — 30.12.1799 — генерал от кавалерии маркиз Дотишамп, Жан Франк Луис
- 24.01.1800 — 08.03.1800 — генерал-майор Шрейдерс, Карл Иванович

## Командиры
- 1706 — полковник боярин Стрешнев, Тихон Никитич
- 02.09.1793 — 20.10.1797 — полковник граф Сиверс, Карл[нем.]
- 31.03.1798 — 29.03.1799 — полковник Бычков, Никифор Иванович
- 28.05.1799 — 13.11.1799 — полковник барон Штакельберг, Отто Карлович
- 13.11.1799 — 24.01.1800 — генерал-майор Шрейдерс, Карл Иванович